# Бриансонне
Бриансонне (фр. Briançonnet) — коммуна на юго-востоке Франции в регионе Прованс — Альпы — Лазурный берег, департамент Приморские Альпы, округ Грас, кантон Грас-1. До марта 2015 года коммуна административно входила в состав упразднённого кантона Сент-Обан (округ Грас).
Площадь коммуны — 24,32 км², население — 194 человека (2006) с тенденцией к росту: 234 человека (2012), плотность населения — 9,6 чел/км².

## Население
Население коммуны в 2011 году составляло — 231 человек, а в 2012 году — 234 человека.
| 1962 | 1968 | 1975 | 1982 | 1990 | 1999 | 2006 | 2011 | 2012 |
| ---- | ---- | ---- | ---- | ---- | ---- | ---- | ---- | ---- |
| 178  | 158  | 193  | 184  | 190  | 170  | 194  | 231  | 234  |

Динамика численности населения:

## Экономика
В 2010 году из 119 человек трудоспособного возраста (от 15 до 64 лет) 73 были экономически активными, 46 — неактивными (показатель активности 61,3 %, в 1999 году — 65,0 %). Из 73 активных трудоспособных жителей работали 65 человек (39 мужчин и 26 женщин), 8 числились безработными (двое мужчин и 6 женщин). Среди 46 трудоспособных неактивных граждан 6 были учениками либо студентами, 26 — пенсионерами, а ещё 14 — были неактивны в силу других причин.
На протяжении 2010 года в коммуне числилось 71 облагаемое налогом домохозяйство, в котором проживало 142,0 человека. При этом медиана доходов составила 14 тысяч 775 евро на одного налогоплательщика.

## Достопримечательности (фотогалерея)

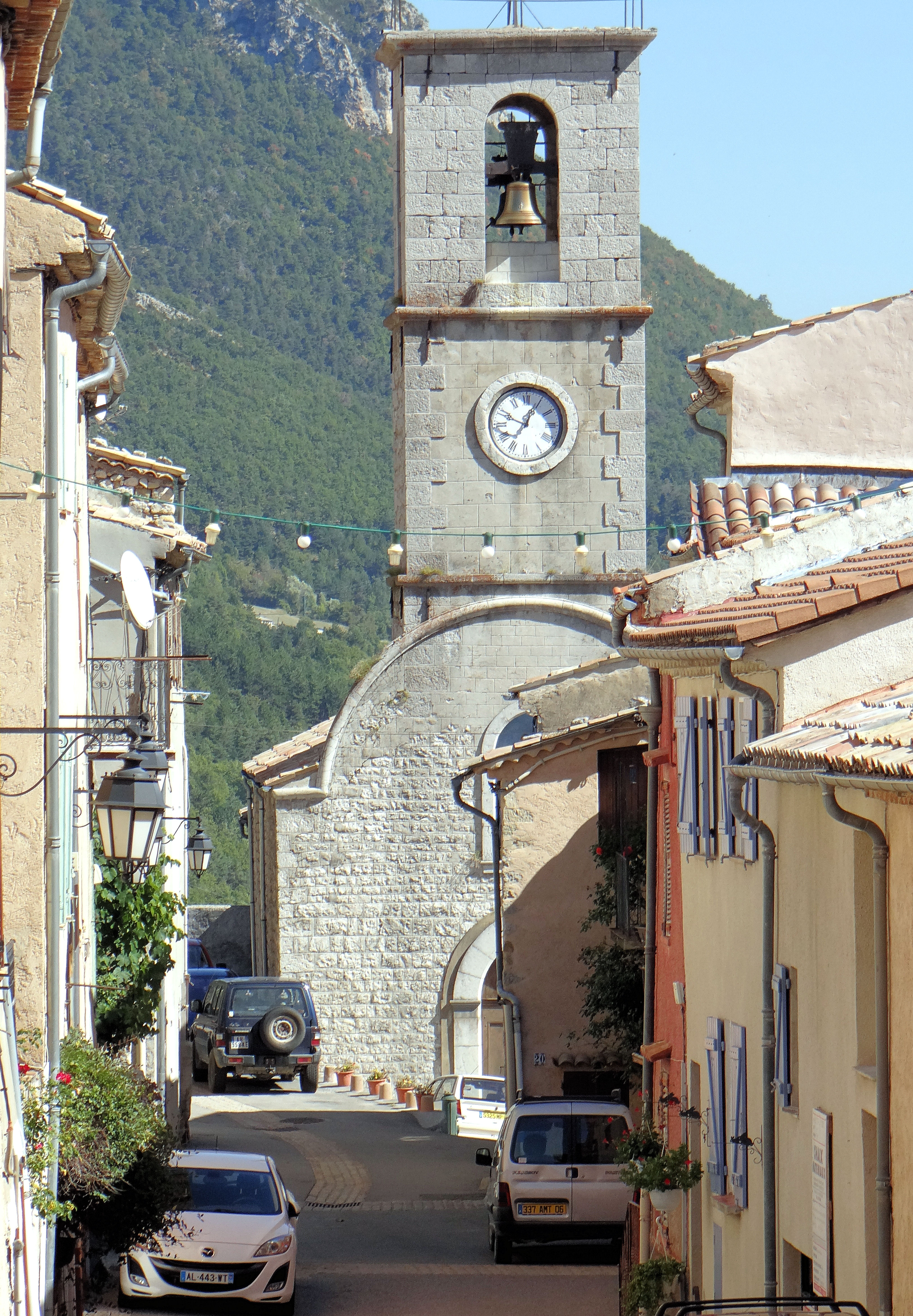
Колокольня
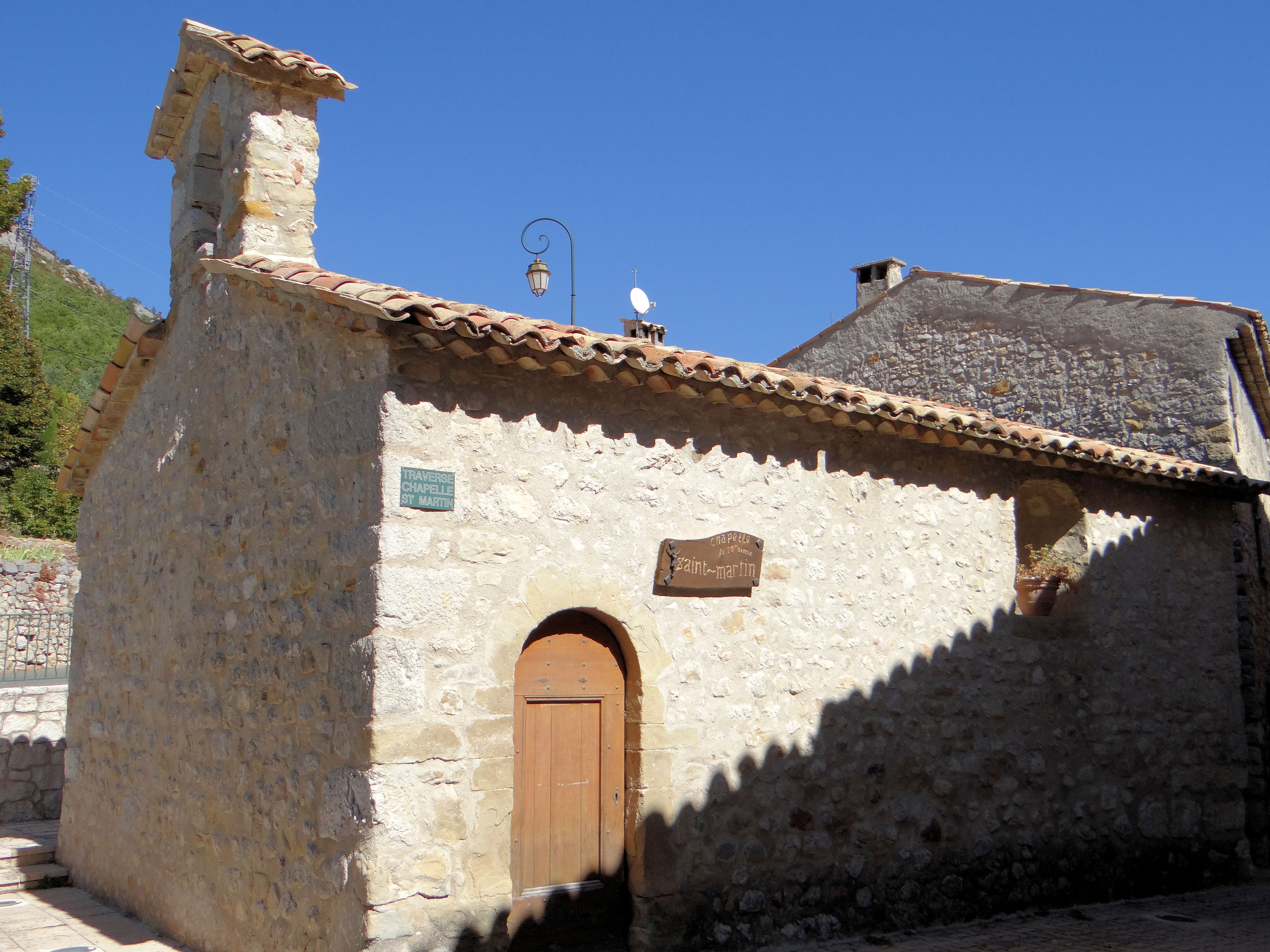
Часовня Сент-Мартен
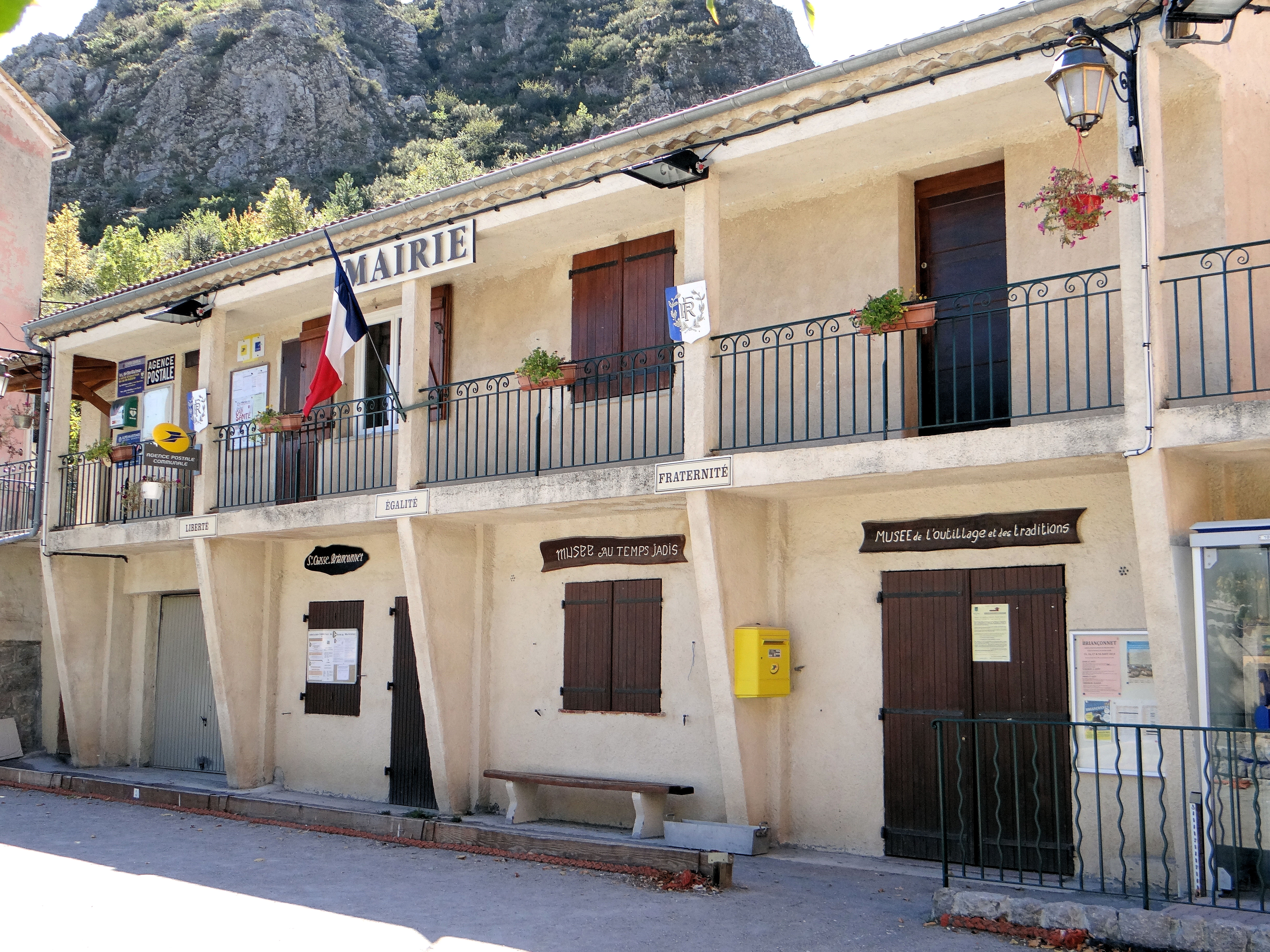
Здание мэрии